# Old Bridge (Whitebridge)
Die Old Bridge ist eine ehemalige Straßenbrücke in dem schottischen Weiler Whitebridge in der Council Area Highland. 1976 wurde die Brücke in die schottischen Denkmallisten in der höchsten Denkmalkategorie A aufgenommen.

## Geschichte
Im frühen 18. Jahrhundert leitete General Wade den Bau von Militärstraßen in Schottland. Hierbei entstanden über 400 Straßenkilometer und 40 Brücken. Der Bau der heute als Old Bridge bezeichneten Brücke erfolgte im Zuge der Einrichtung der Militärstraße durch den Great Glen auf dem Abschnitt zwischen Fort Augustus und Inverness. Vermutlich leitete Wades damaliger Assistent William Caulfield die Bauarbeiten, der später auch Wades Nachfolger wurde. Die Old Bridge wurde 1732 fertiggestellt. Mit dem Bau der New Bridge direkt nördlich in den 1930er Jahren wurde die Old Bridge obsolet. Sie ist heute für den motorisierten Verkehr gesperrt.

## Beschreibung
Die Old Bridge, aufgrund ihrer Lage etwa neun Meilen entfernt von Fort Augustus auch Nine Mile Bridge genannt, befindet sich am Südrand des dünn besiedelten Great Glens in der Ortschaft Whitebridge. Das Südufer des Loch Ness befindet sich etwa 3,5 Kilometer nordwestlich.
Der Mauerwerksviadukt überspannt den Fechlin mit einem ausgemauerten Rundbogen mit einer Spanne von etwa 12,2 Metern. Sein aus Steinquadern aufgemauertes Fundament gründet auf Fels. Das Feldstein-Mauerwerk der Old Bridge ist teils durch eine moderne Betonauflage stabilisiert. Ungewöhnlich für eine Brücke in den ländlichen Highlands ist die Aufspannung des Bogens durch Steinquader und dessen Ornamentierung durch einen Schlussstein. Brüstungen grenzen das Brückendeck ab. Sie fächern zu beiden Seiten auf. Im Rahmen einer archäologischen Untersuchung wurde in 55 Zentimetern Tiefe teils die ehemalige Pflasterung der Fahrbahn freigelegt.

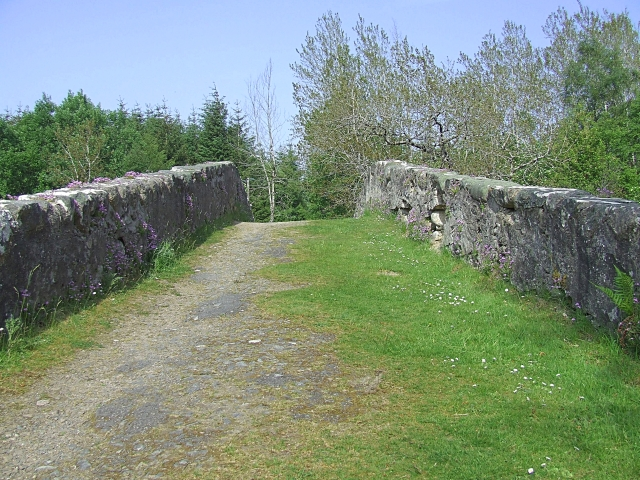
Blick über das Brückendeck
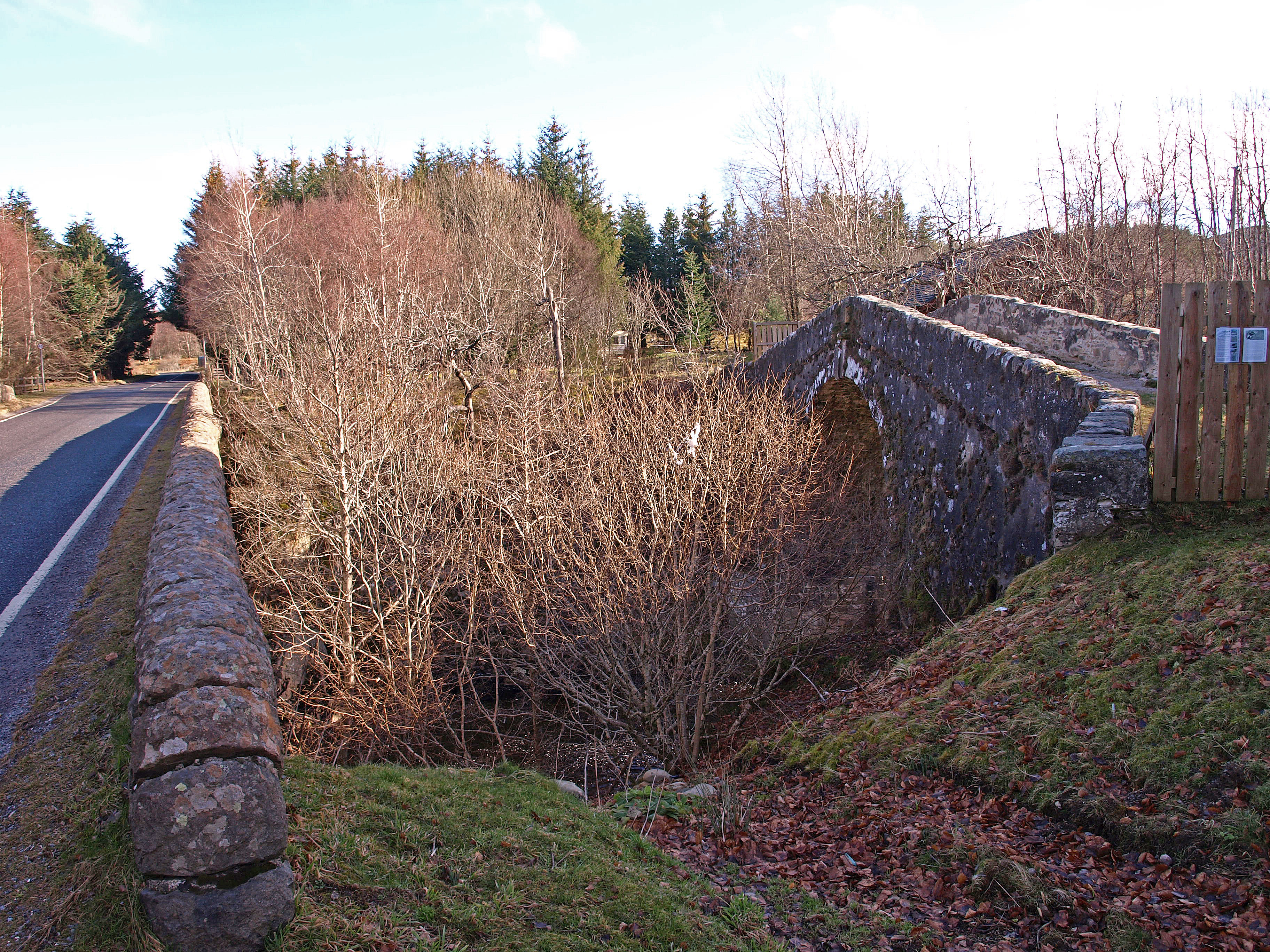
Die Old Bridge (rechts) und die New Bridge (links)